# Charlotte Gray
Charlotte Gray (v anglickém originále Charlotte Gray) je britsko-australsko-německý dramatický film z roku 2001. Režisérkou filmu je Gillian Armstrong. Hlavní role ve filmu ztvárnili Cate Blanchett, James Fleet, Abigail Cruttenden, Rupert Penry-Jones a Billy Crudup.

## Obsazení
| Cate Blanchett     | Charlotte Gray    |
| James Fleet        | Richard Cannerley |
| Abigail Cruttenden | Daisy             |
| Rupert Penry-Jones | Peter Gregory     |
| Billy Crudup       | Julien Levade     |
| Michael Gambon     | Levade            |
| Anton Lesser       | Renech            |
| Ron Cook           | Mirabel           |